# باناتسکو آرانجلووو
باناتسکو آرانجلووو (به صربی: Banatsko Aranđelovo) یک روستا در صربستان است که در Novi Kneževac Municipality واقع شده‌است. باناتسکو آرانجلووو ۱٬۷۱۸ نفر جمعیت دارد و ۷۷ متر بالاتر از سطح دریا واقع شده‌است.